# 方向性 (分子生物学)

標準的な表記法で炭素原子を標識したフラノース (糖環) 分子。5'が上流、3'が下流。DNAやRNAは5'→3'の方向に合成される。

分子生物学や生化学では、方向性（ほうこうせい、英: directionality）は、核酸の一本鎖の末端から末端への化学的配向のことである。DNAまたはRNAの一本鎖において、ヌクレオチド五炭糖環の炭素原子を命名する化学的慣習は、リボース環の5'炭素に結合したリン酸基を繁盛に含む5'末端と、リボースの-OH置換基によって通常修飾されていない3'末端が存在することを意味する。DNA二重らせんでは、2本鎖がお互いの間で塩基対の形成を可能にするため反対方向に向いている、これはDNAにコード化された情報の複製や転写に不可欠な特性である。
生体内（in vivo）での核酸の合成は、一般に、5'→3'方向にしか進めることはできない。なぜなら、さまざまな種類の新しい鎖を組み立てるポリメラーゼは、ヌクレオシド三リン酸結合の切断によって生成されるエネルギーを利用して、新しいヌクレオシド一リン酸をホスホジエステル結合を介して3'-ヒドロキシ基（-OH）に結合させるためである。通常、遺伝子やさまざまなタンパク質結合部位を含む核酸鎖に沿った構造の相対的な位置は、上流（5'末端がある端）または下流（3'末端がある端）のいずれかとして表記される。(上流と下流 (DNA)も参照）。
「方向性」はセンス（核酸鎖の翻訳可能性に関する性質）と関連するが、センスとは異なる概念である。二本鎖DNAを鋳型とした一本鎖RNAの転写の際、相補的配列により新生RNAと直接に相互作用する鋳型鎖として、DNA鋳型からいずれか一方の鎖を選択する必要がある。もう一方の鎖は直接転写されないものの、必然的にその配列はRNAの配列と類似することになる。一般的に、生物のDNAの両鎖には転写開始部位が存在し、転写が起こる位置、方向、および状況を決定する。転写物が1つ（まれに複数）のタンパク質をコードする場合、リボソームによって各タンパク質は5'→3'の方向に翻訳され、タンパク質をそのN末端からC末端に向かって伸長させる。典型的な遺伝子の場合、たとえば、開始コドン（5'-ATG-3'）は、センス鎖内のDNA配列である。転写は（センス鎖に対して）上流の部位で始まり、その領域内を進むにつれて鋳型鎖から3'-TAC-5'を転写して、メッセンジャーRNA（mRNA）上に5'-AUG-3'を生成する。mRNAはリボソームによって5'末端から読み取られ、そこで開始コドンがタンパク質のN末端にメチオニン（細菌、ミトコンドリア、プラスチドではN-ホルミルメチオニン）を組み込むことを指示する。慣例により、DNAおよびRNA配列の一本鎖は、塩基対のパターンを示すために必要な場合を除き、5'→3'の方向に描かれる。

## 5'末端

DNA断片の化学構造 (点線は水素結合)。4種類の塩基と、主鎖を構成するリン酸およびデオキシリボースを色分けした。二重らせんの両末端には、一方の鎖に露出した5'リン酸が、他方の鎖に露出した3'ヒドロキシ基 (-OH) がある。5'→3'方向は、左鎖では下を向き、右鎖では上を向く。

5'末端（ごダッシュまったん、英: five prime end）とは、デオキシリボースまたはリボース糖環の5位炭素を末端に持つDNAまたはRNA鎖の末端のことである。5'末端に結合したリン酸基により、2つのヌクレオチドのライゲーション、すなわちホスホジエステル結合を形成し、別のヌクレオチドの3'-ヒドロキシ基に対する5'-リン酸の共有結合を可能にする。5'-リン酸の除去はライゲーションを抑止する。不要な核酸のライゲーション（たとえば、DNAクローニング時のプラスミドベクターのセルフライゲーション）を妨げるために、分子生物学者は一般的にホスファターゼで5'-リン酸を除去する。
新生メッセンジャーRNAにおける5'末端は、成熟メッセンジャーRNAを生成するのに不可欠な過程である転写後キャッピングが起こる部位である。キャッピングは、翻訳中のメッセンジャーRNAの安定性を高め、エキソヌクレアーゼによる分解作用に対する抵抗性を与える。キャッピングは、メチル化ヌクレオチド（メチルグアノシン）がメッセンジャーRNAに、特徴的な5'-5'-三リン酸結合を介して結合したものである。
遺伝子において、5'-隣接領域（5'-flanking region）は、RNAに転写されないDNA領域をしばしば指す。5'-隣接領域は遺伝子プロモーターを含み、エンハンサーまたは他のタンパク質結合部位を含むこともある。
5'-非翻訳領域（5'-untranslated region、5'-UTR）はmRNAに転写される遺伝子の領域で、mRNAの5'末端に位置する。mRNAのこの領域は翻訳される場合とされない場合があるが、通常は翻訳の制御に関与している。5'-非翻訳領域とは、キャップ部位から始まり、主コーディング配列の翻訳開始コドンAUGの直前の塩基までのDNA部分である。この領域には、リボソーム結合部位やコザック配列など、mRNAの翻訳効率を決定したり、mRNAの安定性に影響を及ぼす配列が含まれている可能性がある。

## 3'末端

ヌクレオチド間のホスホジエステル結合 (円で囲んだ部分)

鎖の3'末端（さんダッシュまったん、英: three prime end）は、糖環の3位炭素のヒドロキシ基で終端することからこの名があり、テイルエンド（tail end）としても知られている。3'-ヒドロキシは、別のヌクレオチドの5'-リン酸にライゲート（結合）され、ヌクレオチドが連結した鎖を形成できるようにすることから、新しい核酸分子の合成に必要となる。
分子生物学者は、DNA複製を阻止するために、3'-ヒドロキシを持たないヌクレオチド（ジデオキシリボヌクレオチド）を使用する。この技術は、ジデオキシ鎖終結法（dideoxy chain-termination method）あるいはサンガー法として知られており、DNA中のヌクレオチドの順序を決定するために使用される。
新生メッセンジャーRNAの3'末端は転写後ポリアデニル化が起こる部位であり、50-250個のアデノシン残基の鎖が付加されて、成熟メッセンジャーRNAが作られる。この鎖は、メッセンジャーRNAが細胞内で持続する時間を決定するのに役立ち、その結果、どれだけのタンパク質が生成されるかに影響を与える。
3'-隣接領域（3'-flanking region）は、成熟mRNAには転写されないが、遺伝子の3'末端に隣接して存在するDNA領域である。当初、3'-隣接DNAはまったく転写されないと考えられていたが、その後、RNAに転写され、成熟mRNAを形成するために一次転写物が処理される際に速やかに除去されることが発見された。3'-隣接領域は、メッセージの3'末端の形成に影響を与える配列を含むことがしばしばある。また、エンハンサーやタンパク質が結合する他の部位が含まれることもある。
3'-非翻訳領域（3'-untranslated region、3'-UTR）は、mRNAに転写されてメッセージの3'末端となるが、タンパク質コーディング配列を含まないDNA領域である。終止コドンからポリ(A)テールまでの間はすべて3'-非翻訳領域とみなされる。3'-非翻訳領域は、mRNAの翻訳効率や、mRNAの安定性に影響を及ぼす可能性を持つ。また、メッセージにポリ(A)テールを付加するために必要な配列も持っており、その中にはヘキサヌクレオチド配列AAUAAAも含まれている。

## 推薦文献
- Harvey Lodishほか 著、監訳: 堅田利明, 須藤和夫, 山本啓一 訳『分子細胞生物学 第9版』東京化学同人、2023年7月31日。ISBN 9784807920518。

## 参照項目
- センス (分子生物学) - DNAやRNA鎖上でアミノ酸配列を特定する際の鎖とその相補体の役割の性質